# Marie Luise Lehner

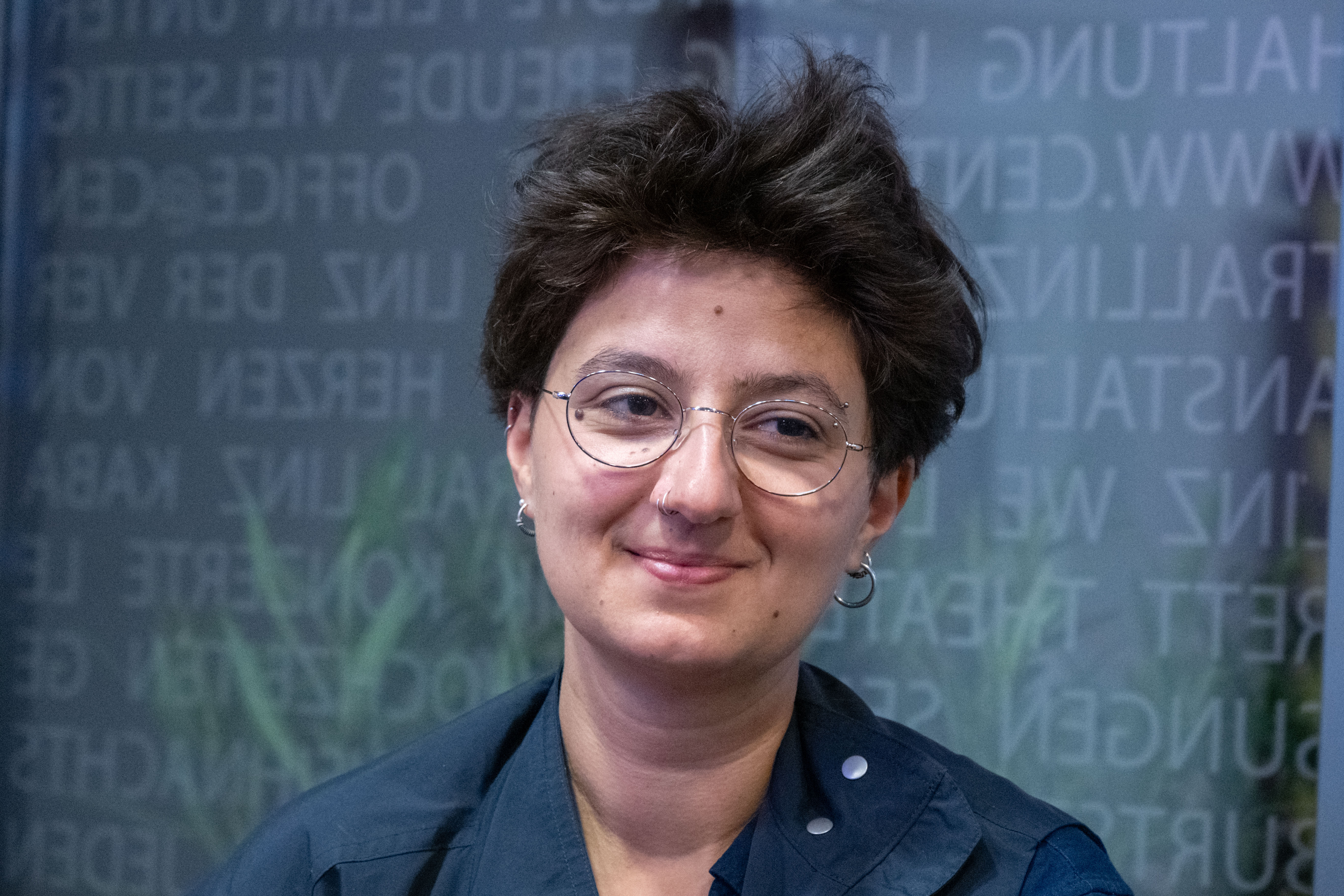
Marie Luise Lehner (2025)

Marie Luise Lehner (* 6. Februar 1995 in Wien) ist eine österreichische Autorin und Filmregisseurin.

## Leben
Marie Luise Lehner besuchte von 2001 bis 2014 die Freie Waldorfschule in Wien und Linz, nach der Matura begann sie 2014 an der Universität für angewandte Kunst Wien ein Studium am Institut für Sprachkunst bei Ferdinand Schmatz, Esther Dischereit und Robert Schindel sowie 2016 an der Filmakademie Wien ein Studium in der Richtung Drehbuch bei Götz Spielmann. 2012 gewann sie für ihre Erzählungen den Preis der Literaturzeitschrift kolik sowie den Preis der Oberösterreichischen Nachrichten.
2017 erschien mit Fliegenpilze aus Kork ihr Romandebüt, für das sie mit dem Literaturpreis Alpha ausgezeichnet wurde. Für den Kurzfilm Kaugummizigaretten erhielt sie 2017 beim Filmfestival Crossing Europe den Local Artist Award. Mit Im Blick wurde 2018 ihr zweiter Roman veröffentlicht.
Lehner absolvierte eine Ausbildung zur Intimitätskoordinatorin. An der Filmakademie Wien studiert sie im Master Regie, an der Akademie der bildenden Künste kontextuelle Malerei. Mit ihrem Langfilm-Debüt Wenn du Angst hast nimmst du dein Herz in den Mund und lächelst wurde sie zur Berlinale 2025 in die Sektion Forum eingeladen. Der Film wurde mit dem Jury Award der 39. Teddy Awards 2025 ausgezeichnet.

## Publikationen (Auswahl)
- 2017: Fliegenpilze aus Kork. Kremayr & Scheriau, Wien 2017, ISBN 978-3-218-01067-2.
- 2018: Im Blick. Kremayr & Scheriau, Wien 2018, ISBN 978-3-218-01109-9.

## Filmografie (Auswahl)
- 2015: Nichts (Kurzfilm)[4]
- 2017: Kaugummizigaretten (Kurzfilm)
- 2021: Mein Hosenschlitz ist offen. Wie mein Herz (Kurzfilm, Drehbuch und Regie)[10][11]
- 2025: Wenn du Angst hast nimmst du dein Herz in den Mund und lächelst

## Preise und Auszeichnungen (Auswahl)
- 2017: Literaturpreis Alpha für Fliegenpilze aus Kork
- 2017: Crossing Europe – Local Artist Award für Kaugummizigaretten
- 2018: Kunstförderstipendium der Stadt Linz in Sparte Literatur und Kulturpublizistik[12]
- 2019: Auszeichnung mit dem AK-Literaturpreis der Arbeiterkammer Oberösterreich für Anna. Mindestsicherung.[13][14]
- 2021: Talentförderungsprämie des Landes Oberösterreich in der Sparte Literatur[15]
- 2022: Talentförderungsprämie des Landes Oberösterreich in der Sparte Film & Video[16][17]
- 2025: Jury Award der 39. Teddy Awards 2025 für Wenn du Angst hast nimmst du dein Herz in den Mund und lächelst[18]
- 2025: Diagonale: Auszeichnung mit dem Spezialpreis der Jury Thomas-Pluch-Drehbuchpreis für Wenn du Angst hast nimmst du dein Herz in den Mund und lächelst[19]
- 2025: Crossing Europe – Local Artist Award – Young Talent für Wenn du Angst hast nimmst du dein Herz in den Mund und lächelst[20]